# Cherniajivske
Cherniajivske (en ucraniano: Черняхівське) es un pueblo ucraniano perteneciente al óblast de Odesa. Situado en el suroeste del país, es parte del raión de Berezivka y parte del municipio (hromada) de Ivánivka.

## Toponimia
El nombre del asentamiento en ruso es Cherniajóvskoye (en ruso: Черняховское). 

## Historia
Cherniajivske se encuentra en la orilla oriental del estuario de Jadzhibey, a 22 km de Ivánivka.
Hasta el 1 de febrero de 1945, el nombre del pueblo era Stolipine (en ucraniano: Столипіне) y posteriormente se cambió el nombre a Cherniajovsk.En la primera mitad de la década de 1960, el pueblo de Cherniajovsk y el pueblo de Gnátovo se unieron en un solo pueblo, Cherniajivske.

## Demografía
La evolución de la población de Cherniajivske entre 1989 y 2001 fue la siguiente:
| 206                                                           | 198 |
| (Fuente: Cities & Towns of Ukraine y UKRAINE: Größere Städte) |     |

Según el censo de 2001, la lengua materna de la mayoría de los habitantes, el 83%, es el ucraniano; del 6,5% es el ruso; del 6% es el rumano; y el 6%, el gagaúzo.